# Араняш
Араняш (порт. Aranhas; МФА: [ɐ.ˈɾɐ.ɲɐʃ]) — парафія в Португалії, у муніципалітеті Пенамакор. Розташована в східній частині країни, на теренах історичної португальської провінції Бейра. Входить до складу округу Каштелу-Бранку. За адміністративним поділом, чинним до 1976 року, терени парафії були складовою провінції Нижня Бейра. Належить до Порталегрівсько-Каштелу-Бранківської діоцезії Католицької церкви. Патрон — Діва Марія. Площа — 5,4767 км². Населення — 353 ос. (2011). Слабо урбанізований регіон. Густота населення — 64,45 осіб/км²
. Код — 050704.

## Населення
| Кількість мешканців | Кількість мешканців | Кількість мешканців | Кількість мешканців | Кількість мешканців | Кількість мешканців | Кількість мешканців | Кількість мешканців | Кількість мешканців | Кількість мешканців | Кількість мешканців | Кількість мешканців | Кількість мешканців | Кількість мешканців | Кількість мешканців |
| ------------------- | ------------------- | ------------------- | ------------------- | ------------------- | ------------------- | ------------------- | ------------------- | ------------------- | ------------------- | ------------------- | ------------------- | ------------------- | ------------------- | ------------------- |
| 1864                | 1878                | 1890                | 1900                | 1911                | 1920                | 1930                | 1940                | 1950                | 1960                | 1970                | 1981                | 1991                | 2001                | 2011                |
| 718                 | 836                 | 941                 | 1 051               | 1 196               | 1 197               | 1 220               | 1 441               | 1 473               | 1 274               | 952                 | 678                 | 601                 | 440                 | 353                 |